# Campionato asiatico e oceaniano maschile di pallavolo 2005
Il XIII campionato asiatico e oceaniano maschile di pallavolo si è svolto dal 20 al 27 settembre 2005 a Suphanburi, in Thailandia. Al torneo hanno partecipato 18 squadre nazionali asiatiche ed oceaniane e la vittoria finale è andata per la sesta volta al Giappone.

## Sedi delle partite
I due impianti che hanno ospitato le partite sono:
|                                                                         |                                                                    |
|                                                                         |                                                                    |
| Silapa-Archa Gymnasium Città: Suphanburi Capienza: ? Anno d'apertura: ? | Chaopha Gymnasium Città: Suphanburi Capienza: ? Anno d'apertura: ? |

## Gironi
Le nazionali di Thailandia (paese organizzatore), Cina, Corea del Sud e Iran, ossia le prime tre classificate al campionato asiatico e oceaniano 2003, accedono direttamente alla seconda fase. Dopo la prima fase a gironi, Thailandia, Cina e le prime classificate del girone A e C hanno acceduto al gruppo E, mentre Corea del Sud, Iran e le prime classificate del girone B e D hanno acceduto al girone F; analogamente la seconda e terza classificata del girone A e C hanno acceduto al girone G, conservando il risultato dello scontro diretto, mentre la seconda e la terza classificata del girone B e D hanno acceduto al girone F, conservando il risultato dello scontro diretto; la quarta classificata del girone B e D hanno partecipato alla finale per il diciassettesimo posto. Al termine della seconda fase, le prime due classificate dei gironi E e F hanno acceduto alle semifinali per il primo posto, mentre le ultime due classificate dei gironi E e F hanno acceduto alle semifinali per il quinto posto; analogamente le prime due classificate dei gironi G e H hanno acceduto alle semifinali per il nono posto, mentre le ultime due classificate dei gironi G e H hanno acceduto alle semifinali per il tredicesimo posto.
| Girone A                     | Girone B                                       | Girone C                    | Girone D                                 |
| ---------------------------- | ---------------------------------------------- | --------------------------- | ---------------------------------------- |
| Nuova Zelanda Pakistan Qatar | Emirati Arabi Uniti Giappone Indonesia Vietnam | Bahrein India Taipei cinese | Australia Filippine Hong Kong Uzbekistan |

## Fase finale

### Finali 1º e 3º posto
|  | Semifinali    | Semifinali    | Semifinali |          |      | Finale 1º/2º posto | Finale 1º/2º posto | Finale 1º/2º posto |  |
|  |               |               |            |          |      |                    |                    |                    |  |
|  | Cina          | Cina          | 3          |          |      |                    |                    |                    |  |
|  | Cina          | Cina          | 3          |          |      |                    |                    |                    |  |
|  | Corea del Sud | Corea del Sud | 2          |          |      |                    |                    |                    |  |
|  | Corea del Sud | Corea del Sud | 2          |          | Cina | Cina               | 0                  |                    |  |
|  |               |               |            |          | Cina | Cina               | 0                  |                    |  |
|  |               |               | Giappone   | Giappone | 3    |                    |                    |                    |  |
|  | Giappone      | Giappone      | Giappone   | Giappone | 3    | 3                  |                    |                    |  |
|  | Giappone      | Giappone      |            |          |      | 3                  |                    |                    |  |
|  | India         | India         | 0          |          |      | Finale 3º/4º posto | Finale 3º/4º posto | Finale 3º/4º posto |  |
|  | India         | India         | 0          |          |      |                    |                    |                    |  |
|  |               |               |            |          |      |                    |                    |                    |  |
|  |               |               |            |          |      | Corea del Sud      | Corea del Sud      | 3                  |  |
|  |               |               |            |          |      | Corea del Sud      | Corea del Sud      | 3                  |  |
|  |               |               |            |          |      | India              | India              | 1                  |  |

### Finali 5º e 7º posto
|  | Semifinali | Semifinali | Semifinali |      |            | Finale 5º/6º posto | Finale 5º/6º posto | Finale 5º/6º posto |  |
|  |            |            |            |      |            |                    |                    |                    |  |
|  | Thailandia | Thailandia | 3          |      |            |                    |                    |                    |  |
|  | Thailandia | Thailandia | 3          |      |            |                    |                    |                    |  |
|  | Australia  | Australia  | 1          |      |            |                    |                    |                    |  |
|  | Australia  | Australia  | 1          |      | Thailandia | Thailandia         | 3                  |                    |  |
|  |            |            |            |      | Thailandia | Thailandia         | 3                  |                    |  |
|  |            |            | Iran       | Iran | 2          |                    |                    |                    |  |
|  | Iran       | Iran       | Iran       | Iran | 2          | 3                  |                    |                    |  |
|  | Iran       | Iran       |            |      |            | 3                  |                    |                    |  |
|  | Qatar      | Qatar      | 1          |      |            | Finale 7º/8º posto | Finale 7º/8º posto | Finale 7º/8º posto |  |
|  | Qatar      | Qatar      | 1          |      |            |                    |                    |                    |  |
|  |            |            |            |      |            |                    |                    |                    |  |
|  |            |            |            |      |            | Australia          | Australia          | 0                  |  |
|  |            |            |            |      |            | Australia          | Australia          | 0                  |  |
|  |            |            |            |      |            | Qatar              | Qatar              | 3                  |  |

### Finali 9º e 11º posto
|  | Semifinali | Semifinali | Semifinali |         |          | Finale 9º/10º posto  | Finale 9º/10º posto  | Finale 9º/10º posto  |  |
|  |            |            |            |         |          |                      |                      |                      |  |
|  | Pakistan   | Pakistan   | 3          |         |          |                      |                      |                      |  |
|  | Pakistan   | Pakistan   | 3          |         |          |                      |                      |                      |  |
|  | Vietnam    | Vietnam    | 1          |         |          |                      |                      |                      |  |
|  | Vietnam    | Vietnam    | 1          |         | Pakistan | Pakistan             | 3                    |                      |  |
|  |            |            |            |         | Pakistan | Pakistan             | 3                    |                      |  |
|  |            |            | Bahrein    | Bahrein | 1        |                      |                      |                      |  |
|  | Indonesia  | Indonesia  | Bahrein    | Bahrein | 1        | 0                    |                      |                      |  |
|  | Indonesia  | Indonesia  |            |         |          | 0                    |                      |                      |  |
|  | Bahrein    | Bahrein    | 3          |         |          | Finale 11º/12º posto | Finale 11º/12º posto | Finale 11º/12º posto |  |
|  | Bahrein    | Bahrein    | 3          |         |          |                      |                      |                      |  |
|  |            |            |            |         |          |                      |                      |                      |  |
|  |            |            |            |         |          | Vietnam              | Vietnam              | 2                    |  |
|  |            |            |            |         |          | Vietnam              | Vietnam              | 2                    |  |
|  |            |            |            |         |          | Indonesia            | Indonesia            | 3                    |  |

### Finali 13º e 15º posto
|  | Semifinali    | Semifinali    | Semifinali |           |               | Finale 13º/14º posto | Finale 13º/14º posto | Finale 13º/14º posto |  |
|  |               |               |            |           |               |                      |                      |                      |  |
|  | Taipei cinese | Taipei cinese | 3          |           |               |                      |                      |                      |  |
|  | Taipei cinese | Taipei cinese | 3          |           |               |                      |                      |                      |  |
|  | Uzbekistan    | Uzbekistan    | 1          |           |               |                      |                      |                      |  |
|  | Uzbekistan    | Uzbekistan    | 1          |           | Taipei cinese | Taipei cinese        | 3                    |                      |  |
|  |               |               |            |           | Taipei cinese | Taipei cinese        | 3                    |                      |  |
|  |               |               | Filippine  | Filippine | 2             |                      |                      |                      |  |
|  | Filippine     | Filippine     | Filippine  | Filippine | 2             | 3                    |                      |                      |  |
|  | Filippine     | Filippine     |            |           |               | 3                    |                      |                      |  |
|  | Nuova Zelanda | Nuova Zelanda | 1          |           |               | Finale 15º/16º posto | Finale 15º/16º posto | Finale 15º/16º posto |  |
|  | Nuova Zelanda | Nuova Zelanda | 1          |           |               |                      |                      |                      |  |
|  |               |               |            |           |               |                      |                      |                      |  |
|  |               |               |            |           |               | Uzbekistan           | Uzbekistan           | 1                    |  |
|  |               |               |            |           |               | Uzbekistan           | Uzbekistan           | 1                    |  |
|  |               |               |            |           |               | Nuova Zelanda        | Nuova Zelanda        | 3                    |  |

## Classifica finale
| Classifica | Squadre             |
| ---------- | ------------------- |
|            | Giappone            |
|            | Cina                |
|            | Corea del Sud       |
| 4          | India               |
| 5          | Thailandia          |
| 6          | Iran                |
| 7          | Qatar               |
| 8          | Australia           |
| 9          | Pakistan            |
| 10         | Bahrein             |
| 11         | India               |
| 12         | Vietnam             |
| 13         | Taipei cinese       |
| 14         | Filippine           |
| 15         | Nuova Zelanda       |
| 16         | Uzbekistan          |
| 17         | Emirati Arabi Uniti |
| 18         | Hong Kong           |